# Diritto agrario
Il diritto agrario è una branca del diritto privato che raggruppa l'insieme delle norme aventi ad oggetto rapporti tra soggetti di diritto nel campo dell'agricoltura.

## Evoluzione storica

### Dai campi aperti alle chiudende
Gli antichi usi di diritto agrario vedevano nei secoli sviluppi diversi. Indipendentemente dalla suddivisione della proprietà terriera molti luoghi vedevano affermati i concetti di campi aperti tutti gli abitanti del villaggio, secondo norme consuetudinarie, erano soliti provvedere in modo unitario a compiere sui campi le stesse operazioni culturali, gli stessi avvicendamenti, gli stessi tipi di semina e di raccolto. Nel settecento in Inghilterra e poco dopo altrove questo sistema è andato in crisi e sostituito con l'assoluto diritto del singolo proprietario di operare le pratiche culturali da lui preferite. Fu l'epoca delle Chiudende, dell'abolizione di molti istituti come in Sardegna gli Ademprivi. Solo in alcune zone rimasero vecchi istituti diversi dalla piena proprietà dei singoli:
- le partecipanze diffuse soprattutto in Emilia
- Le regole diffuse nella zona alpina del Nord Est
- Le università agrarie diffuse nel Lazio.

### Usi civici
Un ramo particolare del diritto agrario è quello che riguarda gli usi civici. L'antica società feudale vedeva protetti soprattutto i diritti delle classi dominanti, ma vedeva in antichissime tradizioni ab immemorabili la difesa di alcune esigenze elementari delle classi più umili: vedi il diritto di spigolare dopo il raccolto nel campo altrui, di legnatico in molti boschi dove questo era consuetudinario ecc., il diritto di entrare nel campo altrui per il diritto di caccia (ora regolato dall'art. 842 era in origine subordinato al diritto di portare armi).
Con l'affermarsi del concetto della "proprietà piena" gli usi civici vennero, per lo più intesi come retaggio del passato da "affrancare" a favore del proprietario del suolo. Rimase quasi come unica eccezione la legislazione di fine Ottocento che nel disciplinare la fine delle situazioni ereditate dai feudi della Campagna romana favorì il mantenimento delle proprietà collettive in capo dapprima ai comuni e poi alle università agrarie.

### Il codice civile
In Italia quando il diritto privato vedeva la distinzione tra diritto civile rispetto al diritto commerciale, il diritto agrario vedeva le proprie norme regolate dal codice civile, anziché da quello di commercio, proprio in base alla tradizione romanistica che vedeva i cives essere anche agricoltori e che necessitavano di una normativa dove prevalesse la buona fede, in contrapposizione a quello dei mercatores.
Con l'unificazione del diritto privato operato dal codice del 1942 hanno finito per diluirsi nel nuovo codice.
Sono tuttora presenti nel codice molte norme che si applicano prevalentemente al solo mondo agricolo, ad esempio:
Il titolo VI del libro III si intitola Delle servitù prediali e molti degli articoli tra il 1027 e il 1099 hanno applicazione prevalente se non esclusiva nel mondo agricolo.
L'articolo 924 Sciame d'api, gli articoli 950 Azione di regolamento di confini e l'art. 951 azione per apposizione di termini riguardano, in prevalenza fondi agricoli.
La società semplice art. 2251 e seguenti, che è esclusa per le imprese commerciali, trova una prevalente applicazione nel mondo agricolo.

## Fonti
Le fonti del diritto agrario si differenziano rispetto ad altre branche del diritto, essendo competenza per gran parte della normativa comunitaria e regionale, nonché in maniera residuale dello Stato che è apparentemente escluso dalle disposizioni.

### Norme comunitarie
Le norme di rango comunitario possono essere divise in due tipi di competenza:
- esclusiva, a sua volta scindibile in assoluta, se la Comunità Europea ha pieno potere, oppure meritevole d'integrazione da parte dello Stato
- concorrente, con due livelli di possibile intervento, uno comunitario ed uno statale

È bene subito precisare che la normativa comunitaria ha valore di fonte primaria nel nostro ordinamento, perché introdotta con legge ordinaria di ratifica, la quale però ha funzione di "norma interposta" che rende le materie comunitarie sovraordinate rispetto alla legislazione ordinaria.
Questo genere di norme segue la politica europea basata su tre punti: unità di mercato, preferenza dei prodotti comunitari all'interno dello spazio europeo e la solidarietà finanziaria. È ovvio come l'asse portante di tali materie sia oggetto di una disciplina unitaria e centralizzata per tutti gli stati membri.

### Norme statali
A seguito della nota riforma costituzionale 18 ottobre 2001 n.3, recante modifiche anche e soprattutto all'art.117 della Costituzione, il precedente sistema di legislazione regionale è stato completamente sovvertito: laddove le Regioni avevano competenze specifiche e lo Stato residuali e concorrenti, adesso lo Stato è legislatore esclusivo o concorrente di materie predeterminate mentre la Regione delle altre non espressamente elencate.
Ne risulta che lo Stato, per quel che concerne il diritto agrario, è competente in via concorrente per quel che riguarda sostegno all'innovazione, gestione del territorio, tutela della salute e alimentazione (le regioni possono intervenire in dettaglio nel silenzio dello Stato o in sue generiche previsioni) e in via esclusiva per tutela dell'ambiente e concorrenza.

### Norme regionali
In via residuale è competente la Regione, sia per l'attuazione della normativa comunitaria che per proprie iniziative per quel che riguarda la materia agricoltura. Data la trasversalità di tante materie che possono colpire le materie agricole riservate direttamente allo Stato, notevole è stato il lavoro dottrinario e giurisprudenziale. Ad oggi si ritiene che, oltre alla competenza comunitaria, la materia agricoltura è di competenza regionale a meno che non si tratti di una questione in materia di concorrenza o relativa a grandi scelte macroeconomiche.

## Materia e soggetti
Per inquadrare bene il diritto agrario, già di per sé molto particolare, è bene considerare di cosa tratta: tautologicamente il diritto dell'agricoltura, intesa diversamente a seconda dell'ordinamento nazionale o comunitario, possiamo definire comunque questa branca giuridica come "il complesso di norme che disciplinano l'attività che in modo imprenditoriale è diretta alla creazione di beni che avendo nella natura il loro supporto ed il loro radicamento, si presenta come manifestazione della vita vegetale ed animale".

## Apprensione ed attività
Come nelle altre branche del diritto i principali modi di apprensione sono quello contrattuale, mortis causa o a titolo originale, pur con notevoli peculiarità.
Da rilevare subito che la compravendita, modalità prevalente nei casi concreti, non subisce particolari deroghe a parte quelle di numerosi sgravi fiscali per l'imposta di registro.

### Usucapione dei fondi rustici
L'usucapione è prevista in ambito agrario con alcune deroghe: in comunità montane sempre, al di fuori qualora si parli di redditi inferiori a 180,76 €, i termini sono diminuiti di cinque anni (quindi quindici in quella ordinaria e cinque in quella abbreviata).
Grazie alla legge n.346/1976 l'usucapione agraria può essere non solo opposta in giudizio, ma vantata con una volontaria giurisdizione rivolta in incertam personam.

### Affitto di fondo rustico
Ad oggi, grazie alla preclusione intervenuta dal 1982 sugli altri diritti reali, l'unico modo per ottenere un fondo da lavorare oltre alla compravendita è l'affitto.
Tralasciando sulla questione, molto dibattuta, fra la natura reale o obbligatoria di tale contratto (comunque obbligatoria essendo opponibile il contratto d'affitto al solo locatore e non a terzi), è bene precisare che il contratto d'affitto agricolo può essere scisso in due tipologie: affitto a coltivatore diretto e a conduttore non coltivatore diretto. Sebbene ormai questa distinzione sia andata scemando, soprattutto grazie all'intervento della legge 203/1982 che pone le regole dell'affitto a coltivatore diretto per poi rimandare alla disciplina generale del conduttore, è interessante comunque notare che il primo può compiere i piccoli miglioramenti del fondo e vantare un diritto di prelazione in caso di vendita.
La durata del contratto d'affitto di fondo rustico è di 15 anni rinnovabili se non perviene disdetta all'anno di scadenza per pari periodo, ma è prevista la possibilità di recesso per l'affittuario con comunicazione da fornire al locatore un anno prima. Se il fondo è in un terreno di una zona di montagna inidonea a fornire produttività così lunga, il contratto è di sei anni.
Il canone si discosta molto dalla disciplina comune prevedendo due peculiarità: scema sensibilmente se più di 1/3 dei frutti del fondo vanno perduti, questo perché causa principale del contratto è l'attività agricola, ed è soggetto ad un meccanismo di adeguamento alla svalutazione monetaria al fine di adattare il canone al valore d'acquisto della moneta.